# Worland
Worland – miasto leżące w stanie Wyoming w Stanach Zjednoczonych. Przez Worland przepływa jeden z mniej zabrudzonych dopływów rzeki Yellowstone. Posiada 10,8 km² powierzchni, oraz 4,967 mieszkańców (stan na 2005 rok).